# 鋸筋
鋸筋（きょきん、英語: serratus muscles）は、背部の筋肉のうち、背部浅層にある棘腕筋と、深層にある棘背筋との間にある棘肋筋に含まれる筋肉。鋸筋は薄く存在する筋肉である。
鋸筋に属する筋は、上後鋸筋、下後鋸筋である。